# Stahl (Familienname)
Stahl ist ein Familienname.

## Namensträger

### A
- Adolf Stahl (Architekt) (um 1874–um 1915/16), deutscher Architekt
- Adolf Stahl (Theologe) (1884–1960), deutscher Pfarrer und Diakonissenhaus-Leiter
- Agustín Stahl (1842–1917), puerto-ricanischer Mediziner
- Alan M. Stahl (* 1947), US-amerikanischer Mittelalterhistoriker
- Albert Stahl (Autor) (* 1933), deutscher Lehrer und Mundartschriftsteller
- Albert Alexander Stahl (1815–1885), deutscher Maler und Silberschmied
- Alexander von Stahl (* 1938), deutscher Politiker (FDP) und Jurist
- Alexandra Stahl (* 1986), deutsche Journalistin und Schriftstellerin
- Alfred Stahl (1888–1979), deutscher Geologe
- Alois Stahl (1853–1931), deutscher katholischer Geistlicher, Organist und Komponist
- Amalie Stahl (um 1855–nach 1897), vermutlich österreichische Opernsängerin (Alt)
- André Stahl (Politiker) (* 1971), deutscher Politiker (Die Linke)
- Andreas Stahl (* 1955), Schweizer Komponist
- Armin Mueller-Stahl (* 1930), deutscher Schauspieler
- August Stahl (* 1934), deutscher Germanist und Hochschullehrer

### B
- Benedikt Stahl (* 1960), deutscher Architekt und Hochschullehrer
- Bernd Stahl (* 1955/1956), deutscher Gewerkschafter und Verbandsfunktionär
- Bernhard Stahl (* 1963), deutscher Politikwissenschaftler und Hochschullehrer
- Brigitte Herleb-Stahl (1944–1981), deutsche Malerin und Grafikerin

### C
- Carl Stahl-Urach (1879–1946), deutscher Architekt
- Carl Heinrich Hermann Stahl (1824–1848), deutscher Maler
- Carl Joseph Stahl (1863–1930), österreichischer Glasmaler und Fachautor
- Carsten Stahl (* 1972), deutscher Schauspieler, Kampfsportler und Gewaltpräventions-Berater
- Christian Stahl (* 1970), deutscher Filmemacher, Autor und Journalist
- Christian Stahl (* 1983), US-amerikanischen Radrennfahrer
- Christine Stahl (* 1957), deutsche Politikerin (Bündnis 90/Die Grünen), MdL Bayern
- Christine Stahl (Moderatorin) (* 1971), deutsche Fernsehmoderatorin, Sängerin
- Christoph Stahl (Mediziner) (* 1952/1953), deutscher Orthopäde und Chirurg
- Christoph Stahl (Psychologe) (* vor 1981), deutscher Psychologe und Hochschullehrer
- Christopher Stahl (Gerd Jürgen Merz; 1944–2018), deutscher Schriftsteller

### D
- Daniel Stahl (Philosoph) (1589–1654), deutscher Philosoph und Hochschullehrer
- Daniel Stahl (Spieleautor) (* 1971), US-amerikanischer Spieleautor

- Daniel Ståhl (* 1992), schwedischer Leichtathlet (Diskus)
- Dave Stahl (* 1949), US-amerikanischer Trompeter und Bandleader
- David Stahl (1949–2010), US-amerikanischer Dirigent
- Dieter Stahl (1928–2018), deutscher Architekt
- Dietlind Stahl (Dietlind Mueller-Stahl; * 1938), deutsche Schauspielerin
- Dietrich Stahl (1947/1948–1999), deutscher Schauspieler
- Dominik Stahl (* 1988), deutscher Fußballspieler

### E
- Ecaterina Stahl-Iencic (1946–2009), rumänische Florettfechterin
- Eduard Stahl (1849–1926), deutscher Architekt
- Egon Stahl (1924–1986), deutscher Pharmazeut
- Emil Stahl (1879–1956), deutscher Politiker (SPD)
- Emilie Stahl (1921–2003), deutsche Hochschullehrerin
- Emma Coradi-Stahl (1846–1912), Schweizer Frauenrechtlerin
- Enno Stahl (* 1962), deutscher Schriftsteller, Herausgeber und Verleger
- Erich Stahl (1893–1954), deutscher General
- Erich Ludwig Stahl (1887–1943), deutscher Maler und Grafiker, mit Otto Arpke Gründer der Firma Stahl-Arpke
- Erna Stahl (1900–1980), deutsche Pädagogin und Widerstandskämpferin
- Ernst Stahl (Geistlicher) (um 1604–1664), deutscher Pastor und Superintendent
- Ernst Stahl (Botaniker) (1848–1919), deutscher Botaniker
- Ernst Stahl (Dirigent) (1846–1924), deutscher Dirigent
- Ernst Stahl (Architekt) (1882–1957), deutscher Architekt
- Ernst Stahl (Ethnograf) (1926–2003), deutscher Regionalhistoriker und Ethnograf
- Ernst Stahl-Nachbaur (1886–1960), deutscher Schauspieler
- Ernst Leopold Stahl (1882–1949), deutscher Dramaturg, Schriftsteller und Theaterkritiker
- Erwin Stahl (1931–2019), deutscher Politiker (SPD)
- Esther Stahl (* 1980), deutsche Volleyballspielerin
- Eugen Stahl (1855–?), deutscher Organist

### F
- Franklin Stahl (1929–2025), US-amerikanischer Genetiker
- Franz Stahl (* 1962), US-amerikanischer Gitarrist und Punkmusiker
- Franz Seraph Stahl (1823–1892), deutscher Hornist, Bratschist und Zitherspieler
- Franz Xaver Stahl (1901–1977), deutscher Maler
- Fredrika Stahl (* 1984), schwedische Sängerin
- Friedrich Stahl (Politiker, 1798) (1798–1859), deutscher Politiker, Mitglied der Württembergischen Landstände
- Friedrich Stahl (Maler) (1863–1940), deutscher Maler
- Friedrich Stahl (Politiker, II), deutscher Politiker (SPD), MdL Freistaat Mecklenburg-Strelitz
- Friedrich Stahl (Offizier) (1889–1979), deutscher Generalleutnant
- Friedrich Stahl (Ingenieur) (1919–1991), deutscher Ingenieur
- Friedrich-Christian Stahl (1918–2010), deutscher Offizier und Archivar
- Friedrich Julius Stahl (1802–1861), deutscher Rechtsphilosoph, Jurist und Politiker
- Friedrich Karl Stahl (1811–1873), deutscher Psychiater
- Friedrich Wilhelm Stahl (1798–1867), deutscher Offizier und Forstwissenschaftler
- Friedrich Wilhelm Stahl (1812–1873), deutscher Staatswissenschaftler und Politiker, siehe Wilhelm Stahl (Ökonom)
- Fritz Stahl (1864–1928), deutscher Publizist, Schriftsteller und Journalist

### G
- Georg Stahl (Architekt) (1880–1974), deutscher Architekt
- Georg Stahl (Politiker, 1895) (1895–1971), deutscher Politiker (NSDAP)
- Georg Stahl (Politiker, 1940) (* 1940), deutscher Politiker (CSU)
- Georg Anton von Stahl (1805–1870), deutscher Theologe, Bischof von Würzburg
- Georg Ernst Stahl (1659–1734), deutscher Chemiker, Mediziner
- Georg Ernst Stahl der Jüngere (1713–1772), Mediziner und Hofrat in Berlin
- Georgia Stahl (* 1972), deutsche Schauspielerin

- Gerhard Stahl (Politiker) (* 1950), deutscher Politiker
- Gerhard Stahl (Statistiker) (* 1957), deutscher Risikomanager und Statistiker
- Gerhard Stahl (Regisseur), Regisseur, Drehbuchautor und Filmproduzent
- Günter Stahl (1922–2006), Bremer Senatsdirektor und Stellvertreter verschiedener Bremer Senatoren
- Günter K. Stahl (* 1966), deutscher Wirtschaftswissenschaftler und Hochschullehrer

### H
- Hagen Mueller-Stahl (1926–2019), deutscher Theaterregisseur, Filmregisseur und Schauspieler
- Hans Stahl (Maler) (1908–?), deutscher Maler und Bühnenbildner
- Hans Stahl (Biochemiker) (* 1948), deutscher Biochemiker, Molekularbiologe und Hochschullehrer
- Hans Ludwig Stahl (* 1958), deutscher Informatiker
- Hans-Peter Stahl (* 1932), deutsch-US-amerikanischer Altphilologe
- Hans-Werner Stahl (* 1943), deutscher Wirtschaftswissenschaftler, Maler und Bildhauer
- Heinrich Stahl (Pastor) (1600–1657), deutsch-estnischer Kirchenliterat
- Heinrich Stahl (Oberamtmann) (1837–1906), württembergischer Oberamtmann
- Heinrich Stahl (Gemeindevorstand) (1868–1942), deutscher Vorsitzender der Jüdischen Gemeinde zu Berlin
- Helmut Stahl (* 1947), deutscher Politiker (CDU)
- Henrieke Stahl (* 1970), deutsche Slawistin und Literaturwissenschaftlerin
- Herbert Stahl (Theologe) (1908–1984), deutscher Theologe
- Herbert Stahl (1908–1988), deutscher Journalist, siehe Johannes Steel
- Herbert Stahl (* 1936), deutscher Volkskundler
- Hermann von Stahl (1843–1909), deutscher Mathematiker und Hochschullehrer
- Hermann Stahl (Kaufmann) (1871–1935), deutscher Kaufmann
- Hermann Stahl (Schriftsteller) (1908–1998), deutscher Schriftsteller, Lyriker und Maler
- Hermann Josef Stahl (1839–1927), deutscher Ingenieur und Industriemanager
- Holger Czitrich-Stahl (* 1960), deutscher Autor

### I
- Ignaz Stahl (Schauspieler) (1788–1862), österreichischer Schauspieler
- Ignaz Stahl (Theologe) (1839–1902), deutscher katholischer Theologe
- Ingfried Stahl (* 1945), deutscher Chemiker, Hochschullehrer und Heimatforscher
- Irene Stahl (1952–2000), deutsche Bibliothekarin und Handschriftenbearbeiterin
- Isabel Stahl (* 1976), deutsche Regisseurin, Dramaturgin, Theatervermittlerin, Darstellerin, Kuratorin und Journalistin

### J
- Jack L. Stahl (1934–2016), US-amerikanischer Politiker
- Jan-Philipp Stahl (* 1988), deutscher Filmeditor
- Jockel Stahl (1911–1957), deutscher Tänzer
- Johann Stahl (Politiker) (1822–1897), deutscher Politiker, MdL Bayern
- Johann Baptist Stahl (1869–1932), deutscher Porzellankünstler
- Johann Friedrich Stahl (1718–1790), deutscher Forstwissenschaftler
- Johann Matthias Stahl (1833–1916), deutscher Klassischer Philologe
- John Stahl (Schauspieler) (1953–2022), britischer Schauspieler
- John M. Stahl (1886–1950), US-amerikanischer Filmregisseur und Filmproduzent
- Josef Stahl (Verleger) (1834–1926), deutscher Verleger
- Josef Stahl (Geistlicher) (1883–1952), deutscher katholischer Priester, Herausgeber und Bischöflich Geistlicher Rat
- Julia Stahl (* 1970), deutsche Biologin
- Jürg Stahl (* 1968), Schweizer Politiker (SVP)
- Jürgen Stahl (* 1953), deutscher Philosophiehistoriker

### K
- Karl Stahl (Hofkammerrat) (1762–1839), deutscher Hofkammerrat
- Karl Stahl (1814–1887), deutscher Literaturhistoriker, siehe Karl Goedeke
- Karl-Friedrich Stahl (* vor 1963), deutscher Basketballspieler
- Karoline Stahl (1776–1837), deutsche Schriftstellerin und Pädagogin
- Karsten Stahl (* 1969), deutscher Maschinenbauingenieur
- Kathrin Anna Stahl (* 1977), deutsche Schauspielerin
- Kattalin Stahl (* 2001), Schweizer Fußballspielerin
- Klaus-Peter Stahl (1946–1982), deutscher Fußballspieler
- Konrad Stahl (1771–1833), deutscher Mathematiker
- Kurt Stahl (1901–1975), deutscher Politiker (NSDAP)

### L
- Lena Stahl (* 1979), deutsche Regisseurin und Autorin
- Lesley Stahl (* 1941), US-amerikanische Journalistin
- Linda Stahl (* 1985), deutsche Leichtathletin
- Lorenz Stahl (1921–2005), deutscher Offizier, Journalist und Schriftsteller, siehe Reinhard Hauschild (Offizier)
- Louis Stahl (1848–1913), deutscher Architekt
- Ludwig Stahl (Schauspieler) (Ludwig Beer; 1856–1908), österreichischer Schauspieler
- Ludwig Stahl (1888–1973), deutsch-amerikanischer Rechtshistoriker, siehe Eugen Rosenstock-Huessy
- Ludwig Karl Philipp Stahl (1726–1782), deutscher Zeitungsverleger

### M
- Marianne Thomann-Stahl (* 1954), deutsche Politikerin (FDP), MdL Nordrhein-Westfalen
- Marie Luise Stahl (* 1990), deutsche Schauspielerin
- Max Stahl (Sportfunktionär) (1892–1961), deutscher Sportfunktionär
- Max Stahl (Journalist) (1954–2021), britisch-osttimoresischer Journalist und Fernsehmoderator
- Michael Stahl (Althistoriker) (* 1948), deutscher Althistoriker
- Michael Stahl (Fußballspieler) (* 1987), deutscher Fußballspieler
- Michael Stahl-David (* 1982), US-amerikanischer Schauspieler
- Miriam Mueller-Stahl (* 1982), deutsche Schauspielerin
- Moritz Stahl (Gitarrist) (* 1979), deutscher Gitarrist, Songwriter und Produzent
- Moritz Stahl (Saxophonist) (* 1991), deutscher Jazzmusiker

### N
- Nick Stahl (* 1979), US-amerikanischer Schauspieler

### O
- Otto Stahl (1959–2022), deutscher Eremit

### P
- Paul Stahl (1876–1956), deutscher Kaufmann und Industriemanager
- Peter Stahl (Kapellmeister) (1884–1982), banatschwäbisch-US-amerikanischer Kapellmeister
- Peter Stahl (Germanist) (* 1954), deutscher Germanist
- Peter Stahl (Sänger), US-amerikanischer Sänger
- Peter Stahl (Basketballtrainer) (* 1963), deutscher Basketballtrainer
- Peter Wilhelm Stahl (1913–2001), deutscher Pilot und Autor
- Philipp von Stahl (1760–1831), österreichischer Hofbeamter
- Philipp Stahl (Filmeditor) (* 1972), deutscher Filmeditor und Produzent

### R
- Rafael Stahl (1845–1899), deutscher Erfinder und Unternehmer
- Richard Stahl (1932–2006), US-amerikanischer Schauspieler
- Robert Stahl (1902–1975), deutscher Gewerkschafter und Politiker (SPD), MdL Nordrhein-Westfalen
- Rolf Stahl (* 1939 oder 1941), deutscher Schauspieler und Regisseur
- Rolf Stahl (Mediziner) (* 1948), deutscher Internist, Nephrologe und Hochschullehrer
- Rudolf Stahl (Industrieller) (1884–1946), deutscher Jurist und Industrieller
- Rudolf Stahl (Mediziner) (1889–1986), deutscher Internist
- Rudolf Stahl (Handballspieler) (1912–1984), deutscher Handballspieler
- Rudolf Stahl (Kameramann) (1924–1989), tschechoslowakischer Kameramann
- Ruth Stahl (* 1928), deutsche Künstlerin

### S
- Sebastian Stahl (* 1978), deutscher Autorennfahrer
- Sebastian Müller-Stahl (* 1976), deutscher Schauspieler
- Stefanie Stahl (* 1963), deutsche Psychologin, Therapeutin und Autorin
- Steffy Stahl (1909–1993), österreichische Tänzerin und Choreographin
- Susann Witt-Stahl (* 1961), deutsche Journalistin

### T
- Theodor Stahl (1876–1943), deutscher Generalmajor
- Thies Stahl (* 1950), deutscher Psychologe
- Tilman Liborius Stahl († 1747), deutscher Buchdrucker und Zeitungsverleger
- Toni Stahl (* 1999), deutscher Fußballtorwart

### U
- Ulf Stahl (1944–2019), deutscher Mikrobiologe und Genetiker
- Ulrike Urban-Stahl (* 1971), deutsche Sozialpädagogin und Hochschullehrerin
- Ursula Stahl-Schultze (1906–2001), deutsche Malerin, Kunsterzieherin und Werklehrerin

### W
- Walter Stahl (Jurist) (1914–1988), deutscher Jurist
- Walter O. Stahl (1884–1943), deutscher Schauspieler, Theaterregisseur und -intendant
- Wendelin Stahl (1922–2000), deutscher Keramiker und Künstler
- Wenzel Stahl (1865–1917), österreichischer Politiker (Deutsche Agrarpartei) und Landwirt
- Werner Stahl (1922–2003), deutscher Fußballtrainer
- Wilhelm Stahl (Ökonom) (1812–1873), deutscher Nationalökonom
- Wilhelm Stahl (Mathematiker) (1846–1894), deutscher Mathematiker
- Wilhelm Stahl (Organist) (1872–1953), deutscher Organist
- Wilhelm Stahl (Tierzüchter) (1900–1980), deutscher Tierzüchter
- Wilhelm Christian Tillmann Stahl (1793–1841), deutscher Jurist und Aktivist der hessischen Verfassungsbewegung 1818–1820
- Willy Stahl (Maler) (1882–1937), deutscher Maler und Radierer
- Willy Stahl (1903–1989), deutscher Politiker (FDP/DVP)
- Wolf-Jürgen Stahl (* 1964), deutscher General
- Wolfgang Stahl (Chemiker) (1956–2020), deutscher Chemiker
- Wolfgang Stahl (Anwalt) (* 1972), deutscher Rechtsanwalt und Strafverteidiger